# 비봉중학교
비봉중학교(飛鳳中學校)는 대한민국 경기도 화성시 비봉면 양노리에 있는 사립 중학교이다.

## 학교 연혁
- 1955년 4월 11일 : 비봉농림기술학교 설립
- 1960년 7월 25일 : 재단법인 일지학원 설립인가
- 1960년 7월 25일 : 초대 이사장 홍건표 선생 취임
- 1961년 3월 2일 : 비봉중학교 설립인가
- 1963년 4월 1일 : 초대 교장 이경구 선생 취임
- 1964년 1월 24일 : 재단법인 일지학원을 학교법인 일지학원으로 변경인가
- 1972년 2월 9일 : 비봉중학교 학칙 변경 인가(12학급)
- 1993년 7월 1일 : 제5대 이사장 홍석보 선생 취임
- 2023년 9월 1일 : 제15대 교장 김동필 선생 취임
- 2024년 1월 8일 : 제61회 52명 졸업(연인원 6,781명)
- 2024년 3월 1일 : 각 학년 2학급 편성(총 6학급)

## 참고 자료
- 비봉중학교 - 한국교육학술정보원 학교알리미